# Josep Dalmau i Carles
Josep Dalmau i Carles   (Sant Cebrià dels Alls, 1857 - Girona, 1928) fou un pedagog i editor, establert a Girona.
El 1894, va escriure 'Aritmética razonada y nociones de álgebra'. De 1911 fins al 1919 va dirigir el centre escolar Grup Escolar de la Gran Via de Girona, actual escola Joan Bruguera, on es va jubilar el 1926. Fou el promotor de l'editorial Dalmau Carles Pla SA on va publicar obres didàctiques escolars en castellà, que tingueren una gran difusió per tota la península Ibèrica i en alguns estats sud-americans. El 1931, l'editorial va publicar “Biblioteca Pedagògica Catalana” de Joaquim Pla i Cargol, per a l'ensenyament en català i, des del 1940, en castellà, també obres d’història gironina del mateix autor.